# 2001 Maníacos
2001 Maníacos es una película de comedia de terror de 2005 dirigida por Tim Sullivan, protagonizada por Robert Englund, Jay Gillespie, Dylan Edrington, y Matthew Carey. Es un remake de la película de 1964 ¡2000 Maníacos! escrita y dirigida por Herschell Gordon Lewis. La película fue distribuida por Lions Gate Entertainment. Fue rodada en Westville, Georgia.

## Argumento
Seis estudiantes universitarios y una pareja de motoristas viajan hacia el sur, hacia Daytona Beach para las vacaciones de primavera, pero un desvío los conduce a la aparentemente idílica ciudad de Pleasant Valley en Georgia, donde tiene lugar la celebración anual de "Guts and Glory Jubilee" en honor de la Guerra de Secesión.
Durante su estancia en la ciudad, completamente aislada del mundo exterior, son sistemáticamente separados y asesinados por los residentes de la ciudad. Dos estudiantes logran escapar, pero tras la alerta de las autoridades se enteran de que "Pleasant Valley" no es sino un cementerio - un memorial de los 2001 pobladores del Ejército de los Estados Confederados que fueron masacrados 140 años antes por renegado de las tropas de la Unión durante la Guerra Civil. Una placa revela que los residentes de la ciudad no van a descansar hasta que el delito haya sido pagado: 2001 aldeanos murieron, 2001 norteños deben ser asesinados- ojo por ojo.
Cuando los dos estudiantes huyen en su motocicleta, son decapitados por un alambre de púas. Las cabezas son recogidas por Hucklebilly que camina por la carretera y se desvanece.

## Reparto
| Actor             | Personaje                 |
| ----------------- | ------------------------- |
| Robert Englund    | Alcalde George W. Buckman |
| Lin Shaye         | Abuelita Boone            |
| Giuseppe Andrews  | Harper Alexander          |
| Jay Gillespie     | Anderson Lee              |
| Matthew Carey     | Cory Jones                |
| Peter Stormare    | Profesor Ackerman         |
| Marla Malcolm     | Joey                      |
| Gina Marie Heekin | Kat                       |
| Brian Gross       | Ricky                     |
| Mushond Lee       | Malcolm                   |
| Dylan Edrington   | Nelson Elliot             |
| Bianca Smith      | Leah                      |
| Brendan McCarthy  | Rufus                     |
| Adam Robitel      | Lester                    |
| Christa Campbell  | Milk Maiden               |
| Wendy Kremer      | Peaches                   |
| Cristin Michele   | Glendora                  |
| Kodi Kitchen      | Hester                    |
| Ryan Fleming      | Hucklebilly Boone         |
| Eli Roth          | Justin                    |
| Bill McKinney     | Chef                      |

## Producción
Eli Roth, quien produjo la película, retomó su papel de Justin de su propia película, Cabin Fever.

## Secuela
En la página oficial de la película de Facebook, la secuela de 2001 Maniacs: The Beverly Hellbillys fue anunciada (más tarde renombrada como  2001 Maniacs: Field of Screams). El alcalde Buckman y Harper Alexander son ahora interpretados por Bill Moseley y Nivek Ogre, respectivamente.